# Someren (plaats)
Someren (uitspraakⓘ; Brabants: Zummere) is een dorp in de gemeente Someren, in de Nederlandse provincie Noord-Brabant. In Someren staat het gemeentehuis en telt 12.765 inwoners, waar de gemeente Someren 20.188 inwoners telt.

## Etymologie
Over de oorsprong van de naam Someren, in 1212 als 'Zummere' geschreven, bestaat geen eensluidende opvatting:
- Een eerste verklaring zegt dat de naam is samengesteld uit de woorden: So (water) Ma (land) Ren (grens).
- Een tweede verklaring leidt de naam af uit 'Zeven Moeren' (moerassen).
- Een derde verklaring legt de naam bij: ´zomerweide´, zoals ook bij de plaatsnaam Zomergem het geval zou zijn.

De eerste twee verklaringen zijn vermoedelijk als vorm van volksetymologie te karakteriseren: associatie met de bekende vorm met bij de toehoorder bekende woorden.

## Geschiedenis
Het gebied waar nu Someren ligt was al bewoond in het laatpaleolithicum, het mesolithicum, en het neolithicum, vanaf ongeveer 10.000 v.Chr. Uit genoemde perioden zijn tal van voorwerpen aan het licht gekomen, zoals pijlspitsen, strijdbijlen en strijdhamers. Tussen 1990 en 1992 werd, bij de aanleg van de nieuwbouwwijk 'Waterdael', een groot urnenveld opgegraven op de Somerense Akkers, daterend van 600-400 v.Chr. Bijzonder was het vinden van zogenaamde 'langbedden', langwerpige grafheuvels van grote afmetingen, die tegenwoordig als 'langbedden van het type Someren' te boek staan. Vondsten van later datum zijn ijzertijdnederzettingen en het graf van een inheems Romeins soldaat, voorzien van enkele gereedschappen, voedsel en drank. Een aantal omtrekken van grafmonumenten werden in de bestrating van genoemde nieuwbouwwijk verwerkt.
Na de Romeinse tijd was er tijdenlang nauwelijks bewoning, maar vanaf de elfde eeuw vonden opnieuw ontginningen plaats en ontstonden er nederzettingen op de latere Somerense akkers. Na 1200 verplaatste deze gemeenschap zich naar het gebied waar men de huidige dorpskern vindt. De oude kerk bleef achter, en werd daar in de 19e eeuw afgebroken. De oudste schriftelijke vermelding van Someren stamt uit 1212, waar de naam voorkomt in een oorkonde van de abdij van Postel.
In 1301 verkreeg Someren gemeenterechten van hertog Jan II van Brabant. Bestuur en rechtspraak vonden daarnaast plaats via een schepenbank met zeven schepenen. De borgemeester, de kerkmeester en de armmeester regelden respectievelijk de financiële zaken, de kerkelijke zaken, en de armenzorg.
In een oorkonde uit 1327 worden de grenzen van Someren genoemd. De proost van Wassenberg, Arnold, verkocht toen ook het gebruiksrecht van de gronden van de Sint-Lambertuskerk te Luik aan de inwoners van Someren. Eindehouts, Hoenderboom, de molen van Hugten en de Aa.
Ontginningen werden voornamelijk uitgevoerd door de abdij van Postel, maar na 1648 kwam hieraan een einde. Pas in de 19e en de 20e eeuw vonden weer ontginningen op grote schaal plaats. Dit leidde tot het ontstaan van Someren-Eind in 1875 en van Someren-Heide in 1920. Van groot economisch belang was ook de opening van de Zuid-Willemsvaart in 1826. Dit heeft geleid tot industriële activiteit, waaronder de aanleg van bedrijventerreinen.
Vanaf 10 mei 1944 bezetten Duitse troepen Noord-Brabant, waaronder Someren. Tijdens de oorlog bouwde de Duitse Wehrmacht een Wehrmachtshuisje, als onderdeel van de Kammhuberlinie. Bij dit huisje stond in de oorlog een zoeklicht om geallieerde vliegtuigen zichtbaar te maken.  Het huisje is sinds november 2017 gerestaureerd door vrijwilligers, wat heeft geresulteerd in een klein museum. Ten tijden van de oorlog was dhr. P. Smulders de burgemeester van Someren. In de nacht van 14 op 15 augustus 1944 werd Smulders, samen met burgemeester W. Wijnen van Asten en inwoner F. Eijsbouts gearresteerd. Reden van de arrestatie was een vergelding voor een eerdere moord op twee landwachters door het verzet in Gemert. Deze vergeldingsacties zijn bekend geworden onder de naam Aktion Silbertanne. Beide burgemeesters zijn later die nacht gefusilleerd, Eijsbouts overleefde de moordaanslag ternauwernood. Ter nagedachtenis aan de moord is er op 15 augustus 2024 een Stolperstein geplaatst voor de voormalige woning van de burgemeester. Ook is er in 2024 een speelfilm gewijd aan de aanslagen onder de naam 'Burgemeestersmoord'.  Someren werd bevrijd op 20 september 1944.

## Bezienswaardigheden

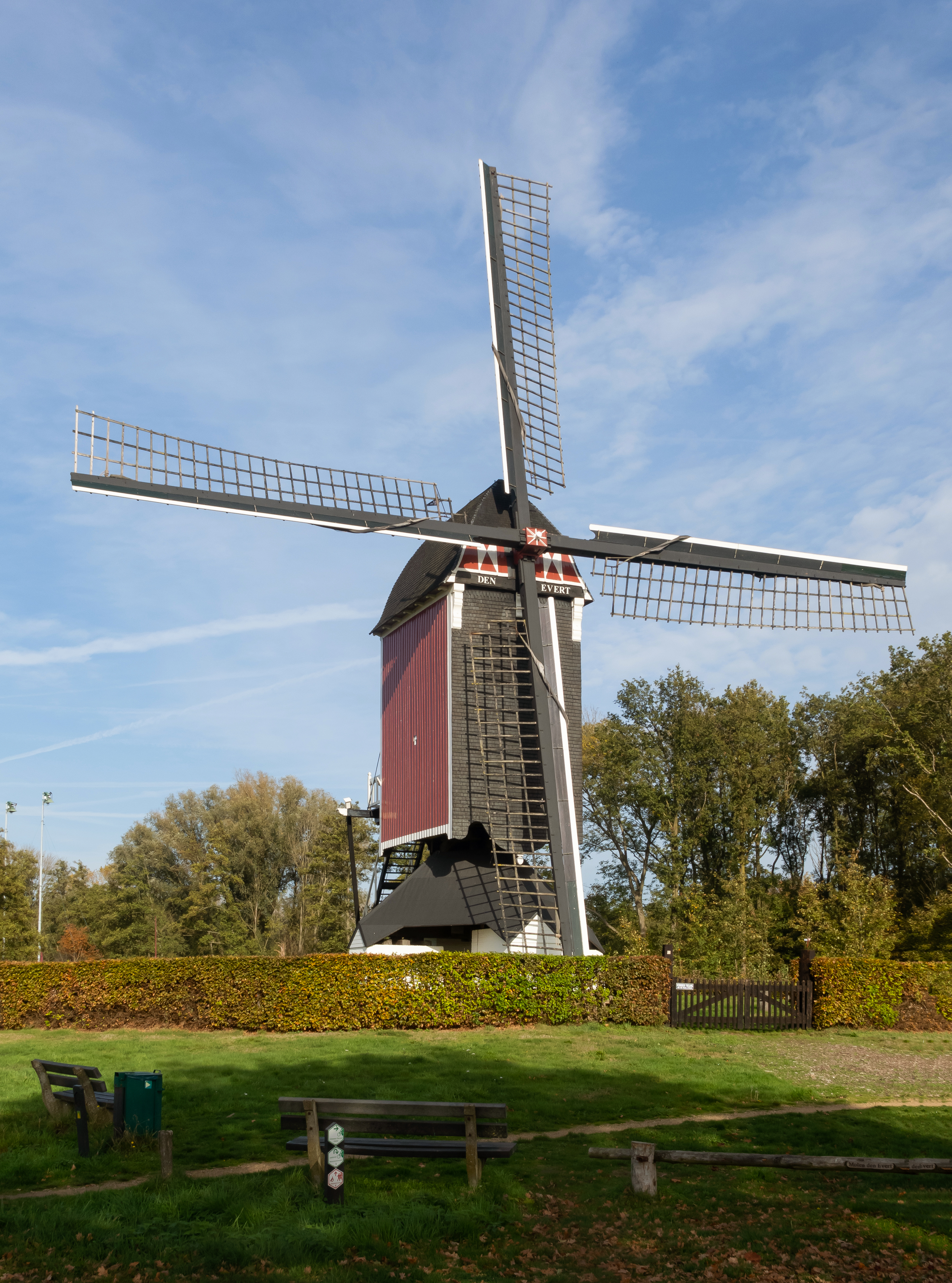
Someren, Molen den Evert

- Sint-Lambertuskerk aan de Kerkstraat. Dit is een bakstenen kerk gebouwd in 1926 en ontworpen door Joseph Franssen. Vóór de bouw van deze kerk stond er op deze plek aan de Kerkstraat een schuurkerk. De kerk bezit een orgel uit 1861 dat gebouwd is door F.C. Smits. Dit orgel is voor het laatst gerenoveerd in 2010. Tevens is dit orgel, samen met ander interieur uit de kerk, opgenomen in het rijksmonumentenregister.
- Protestantse kerk aan het Speelheuvelplein. Dit bakstenen zaalkerkje is in 1885 gereed gekomen en deed oorspronkelijk als Hervormde kerk dienst. Sinds 1999 is het een rijksmonument. De preekstoel in deze kerk dateert uit 1740. Ze is, evenals de bijbellezenaar en het doopbekken, nog gebruikt in de Sint-Lambertuskerk, de voorganger van de huidige Katholieke kerk die toen in protestantse handen was. Deze kerk stond aan de Nachtegaallaan, op de plaats van de huidige protestantse begraafplaats. Het orgel is in 1976 geplaatst. Het is afkomstig van het Saldeniuscollege te Amersfoort. Ook in 1976 is een automatisch klokkenspel in het torentje aangebracht.
- Windmolen 'De Victor' aan de Kerkstraat. Dit is een stenen beltmolen uit 1853. In 1868 is de molen afgebrand doch daarna weer herbouwd en verhoogd. In 1954 kwam de molen in bezit van een veevoederfabriek, maar in 1955 werd ze al aangekocht door de gemeente, waarna ze in gebruik van Jong Nederland is geweest. In 1971 werd een restauratie uitgevoerd, waarbij de molen weer bedrijfsklaar is gemaakt en voortaan werd bediend door vrijwillige molenaars. De naam 'De Victor' kreeg de molen pas in 1979. In 2001 en 2005 zijn nog belangrijke herstelwerkzaamheden aan de molen uitgevoerd.
- Windmolen 'Den Evert' aan de Einhoutsestraat. Dit is een standerdmolen uit 1543. Dit was een voormalige banmolen van de abdij te Postel. Ze fungeerde als korenmolen. In 1738 vond een verbouwing plaats. Na 1915 kwam de molen stil te liggen en ze werd in 1954 gerestaureerd, waarna opnieuw verval , gepaard gaande met vandalisme, optrad. De molen werd in 1979 verplaatst van het gebied bij Sluis 11, dat een bedrijventerrein was geworden, naar de huidige locatie nabij het Natuurtheater. Daar is ze mooi gelegen, maar de windvang is niet optimaal. Vanwege de slechte staat waarin de standaard verkeerde draaide de molen niet meer. Na de restauratie in 2010 draait hij weer, bijna iedere zaterdag.
- Diverse beelden en andere kunstwerken. Sommige, zoals De Bouwvakker en De Peelwerker, Fanfare Sint-Josef en De Tamboer stellen voor Someren typerende bezigheden voor. Anderen memoreren gebeurtenissen uit de Tweede Wereldoorlog, zoals de glas-in-loodramen uit 1950 in het gemeentehuis die door Nederweert geschonken zijn als dank voor het opnemen van evacués, een kruisbeeld uit 1949 bij Sluis 11 ter nagedachtenis aan de gevallenen, een gedenksteen tussen Sluis 12 en Sluis 13 ter nagedachtenis aan de door de nazi's in 1944 vermoorde burgemeesters van Someren en Asten, een abstract monument op het Speelheuvelplein, dat de herwonnen vrijheid symboliseert, en een herdenkingsmonument aan de Kerkweg.
- Het Jozefkapelletje aan de Boerenkamplaan, door een familie opgericht als dank voor het herstel van zoon Jozef na zware ziekte.

## Musea
- Museum voor vluchtsimulatie. Dit particuliere museum bevindt zich op het Bedrijventerrein Sluis 11. Het bezit een aantal gerestaureerde vluchtsimulatoren die dateren van 1930-1980. De eerste hiervan zijn de zogenaamde Link trainers die door Ed Link, de uitvinder van de vluchtsimulator, op de markt werden gebracht.

## Natuur en landschap
De gemeente Someren bezit 1.615 ha aan natuurgebieden en beplantingen, waaronder:
- Beuven: is het grootste ven van Nederland (85 ha) en gelegen in de Lieropse heide (gemeente Someren) nabij de Strabrechtse Heide. Het Beuven staat bekend als bijzonder vogelrijk en is tevens beroemd om een bijzondere plantengroei. Daarnaast kent Someren nog een groot aantal andere vennen, zoals het Starven, Bontven, Witven en het Keelven. Het Meerven in Lierop en het Kuilven in Someren-Heide zijn in de loop der tijd verdwenen.
- Somerense Heide en Keelven. Dit betrof oorspronkelijk een gebied van eenvormige droge naaldbossen, doch sedert 2001 is het veranderd in een afwisselend natuurgebied, waar ook de heide en de vennen weer tot hun recht komen. Hier zijn ook Schotse hooglanders en andere grote grazers te vinden. Er zijn wandelroutes uitgezet.
- De Vloeten. Een vochtig natuurgebied waarin ook wandelroutes zijn uitgezet.
- De Vlerken. Een aantal kleinere, vochtige natuurgebieden die verbonden zijn door een wandelroute.

Daarnaast ligt een deel van de Strabrechtse Heide, waaronder het Beuven, in Someren.

## Cultuur en gemeenschapsleven
- Natuurtheater 'De Donck' is een openluchttheater nabij een fraai bosgebied. Hier speelt de Somerense toneelvereniging 'De Speledonckers', terwijl ook andere toneelverenigingen hier voorstellingen geven.
- De Kennedymars Someren is een jaarlijks terugkerend evenement, dat georganiseerd wordt door JOEK (Jongeren Onder Elkaar). De eerste mars vond plaats in 1963 met 100 deelnemers, terwijl tegenwoordig ongeveer 3000 wandelaars meelopen. De mars gaat gepaard met festiviteiten in Someren en de kernen waardoorheen de mars voert. Er worden 3 afstanden gelopen: De mini-Kennedymars, 8 km lopen voor kinderen. Het "rondje Someren" start 's ochtends en er wordt 40 km gelopen. De echte Kennedymars start 's avonds en bestaat uit 80 km lopen.

## Vervoer en verkeer
Someren is bereikbaar via de A67 en de N266.
Openbaar vervoer per bus is er met Bravo direct lijn 320 en de buurtbuslijnen 258 en 266.

## Bekende personen
- Dirk van Heughten (1644–1750), een van de oudste inwoners van Nederland in de achttiende eeuw
- Alexius Petit (1720–1801), klokkengieter
- Lambert de Vries (1875–1939), architect
- Jan Boerenkamp (1903–1981), burgemeester
- Theo Wijnen (1931), pianist
- Antoon Hurkmans (1944), bisschop van Den Bosch (1998–2016)
- Paul Elshout (1949–2018), beeldhouwer en kunstschilder
- Henck van Dijck (1956), kunstenaar en beeldhouwer
- Jan Cortenbach (1959), meervoudig Nederlands kampioen snelwandelen
- Paul van der Velde (1959), hoogleraar hindoeïsme en boeddhisme aan de Radboud Universiteit
- Marie-José de Groot (1966), roeier
- Emily Noor (1971), tafeltennisser
- Cathalijne Dortmans (1973), ambtenaar en politicus
- Jeroen van de Kerkhof (1981), voetballer
- Sandra Swinkels (1988), voetballer
- Nick de Louw (1998), voetballer